# Lehota pod Vtáčnikom
Lehota pod Vtáčnikom este o comună slovacă, aflată în districtul Prievidza din regiunea Trenčín. Localitatea se află la altitudinea de 384 m deasupra n.m., se întinde pe o suprafață de 27,97 km2 și în 2017 număra 3.929 de locuitori.

## Istoric
Localitatea Lehota pod Vtáčnikom este atestată documentar din 1362.

## Demografie
| An:                | 1994 | 2004   | 2014   | 2024   |
| ------------------ | ---- | ------ | ------ | ------ |
| Număr de persoane: | 3695 | 3791   | 3922   | 3697   |
| Diferență:         |      | +2,59% | +3,45% | −5,73% |

| An:                | 2023 | 2024   |
| ------------------ | ---- | ------ |
| Număr de persoane: | 3740 | 3697   |
| Diferență:         |      | −1,14% |